# Умберто Марілес
Умберто Марілес (ісп. Humberto Mariles, 13 червня 1913 — 7 грудня 1972) — мексиканський вершник.
Олімпійський чемпіон 1948 (індивідуальний конкур), 1948 (командний конкур) років, бронзовий призер 1948 року в командному триборстві.
Переможець Панамериканських ігор 1955 року в командному конкурі.